# Мадейра (остров)
Вижте пояснителната страница за други значения на Мадейра.
Мадейра (на португалски: Ilha da Madeira) е остров в Атлантическия океан, най-големият в архипелага Мадейра, който образува едноименния автономен регион на Португалия.

## География
Площта на острова е 740,7 km², а населението – около 262 хиляди души (2011). Остров Мадейра има вулканичен произход. Разположен е на 660 km западно от бреговете на Мароко и на 420 km северно от Канарските острови. Характерен е планинският релеф, като средната надморска височина на острова е 1300 m. Най-високият връх е Пику Руйву с височина 1862 m. Има и още два върха с височина над 1800 m. Общата дължина на крайбрежието на острова е 160 km. Широчината на острова е 20 km, а дължината 70 km.

## Климат
Като цяло за острова е характерен мек океански субтропичен климат, като на север е по-хладен близък до умерения, а на юг е по-топъл близък до тропичния. Средната годишна температура на острова е около 20 °C. Лятото не е горещо – средно 25 °C, а зимата е мека – средно 15 °C. Особеност са силните ветрове – през лятото северозападни, а през зимата югозападни. Океанското течение Гълфстрийм определя и температурата на морската вода от 18 °C през зимата и до 22 °C през лятото. Валежите са разпределени от минимални на югоизток – под 500 mm, до максимални на северозапад – над 2000 mm.

## Флора и фауна
Островът е богат на растителни видове. Има гъсти гори и цветни поляни с които е известен и заради което е наричан „Остров-градина“. Съществуват множество ендемични видове. Горите Лаури-Силва са в списъка за световното наследство на ЮНЕСКО. Съчетанието на тропически и средиземноморски видове растения определят изумрудено-зеления цвят на острова с целогодишно цъфтящи орхидеи, магнолии, азалии, хортензии, калии и други видове цветя. Символ на острова е стрелицията, чийто цвят напомня фантастична райска птица. Столицата Фуншал е обградена от ботанически градини. Една от забележителностите на острова е тропическата градина Монте Палас в близост до Фуншал. Разположен върху 70 000 m², паркът притежава екзотични растения, събрани от цял свят.
От животинския свят най-характерен и уникален за острова е Мадейрански гълъб (Columba trocaz), който живее в горите Лаури Силва. Други ендемични видове са от разредите насекоми, земноводни и влечуги. От морската фауна са характерни черната риба-сабя (Aphanopus carbo) и рибата-гущер (Macrouridae). Среща се и тюлен-монах.
Около 2/3 от Мадейра се ползват със статут на природни територии.

## История
В древността Мадейра е необитаем остров. Съществуват мнения, че островът е посещаван от древните римляни. Най-ранното споменаване на острова в литературни източници е през 1348 г. като Leiname, което от латински значи „дървета“, също както „мадейра“ от португалски. Открит е през 1418 година от португалския мореплавател Жуау Гонсалвеш Зарку, изхвърлен от силна буря на скалистия бряг. Той става доживотен управител на острова, като управлението започва да се предава по наследство. Португалската колонизация на островите Мадейра и Порту Санту започва скоро след това. През 1440 г. островът става военна комендатура с център Машику, а от 1450 г. – Фуншал. Първите колонисти са богати семейства и обкръжението на капитаните от Португалската империя. Мадейра е основна спирка на португалската флота и отправна точка за експедициите към краищата на Португалската империя. На 1 юли 1976 г., след демократичната революция от 1974 г., Португалия предоставя политическа автономия на Мадейра, чието честване се провежда в деня на Мадейра. Островът понастоящем има свое собствено правителство и законодателно събрание.

## Икономика
Вулканичните почви и мекият климат на Мадейра благоприятстват високия добив на селскостопански продукти от сравнително малката площ. За да се създадат условия за развитието на селското стопанство, се налага отсичането на част от гъстата гора на Лаурисилва за изграждането на голям брой канали, тъй като в някои части на острова има много вода, докато в други части тя е доста оскъдна. Също така, поради предимно планинския релеф, е извършено терасиране на склоновете за обработването на повече земя. Първоначално колонизаторите произвеждат пшеница само за собствено препитание, но по-късно количеството е достатъчно, за да се започне износ към континентална Португалия. Когато производството на зърно започва да спада, последвалата криза принуждава Енрике Мореплавателя да засади други търговски култури като захарна тръстика, а по-късно и захарно цвекло от Сицилия. Това позволява разпространяването на „сладката сол“ (както тогава е известна захарта) в Европа, където тогава тя е рядка, но известна вече подправка. Естествените склонове благоприятстват развитието на винопроизводството (около 5 млн. литра годишно) и плодопроизводството (около 1300 тона годишно). Риболовната индустрия е развита като океански регион (предимно риба тон и риба-сабя). В планините се развива производството на млечни продукти и месо (~4000 тона годишно).
След получаването на автономия през 1976 г. в острова остава значителна част от събираните данъци, което улеснява икономическото развитие. Сравнително ниските данъци (ДДС-15%) правят острова привлекателен за инвестиции. Мадейра е вторият по жизнен стандарт и икономическо развитие регион на Португалия след Лисабон. Туризмът е най-важният сектор в икономиката на региона, тъй като съставлява 20% от БВП, осигурявайки финансово бюджета за търговски, транспортни и други дейности. Посетителите на острова са основно от Европейския съюз: германски, британски, скандинавски и португалски туристи (около 900 000 туристи годишно). Средногодишният темп на заетост е 60%, достигайки своя максимум през март и април, когато той надхвърля 70%. Столицата Фуншал е важен морски и въздухоплавателен междуконтинентален транспортен възел. Времетраенето на полет от Лисабон до Мадейра със самолет е 90 минути.
Основен празник е карнавалът на Мадейра, който се провежда във вторник, 40 дни преди Великден, като хората дефилират облечени в исторически одежди. Друг фестивал е Празника на цветята, провеждан веднага след Великден, като улиците на Фуншал се украсяват с екзотични цветя.